# Cantó de Blois-5
El cantó de Blois-5 és un cantó francès del departament de Loir i Cher, situat al districte de Blois. Té 5 municipis i part del de Blois.

## Municipis
- Blois (part)
- Fossé
- Marolles
- Saint-Bohaire
- Saint-Lubin-en-Vergonnois
- Saint-Sulpice-de-Pommeray

## Història
| Data d'elecció                           | Identitat       | Partit | Qualitat |
| ---------------------------------------- | --------------- | ------ | -------- |
| 1982-2001                                | Jeanine Baye    | PS     |          |
| 2001-                                    | Béatrice Amossé | PS     |          |
| les dades anteriors no són pas conegudes |                 |        |          |
|                                          |                 |        |          |